# René Léonard

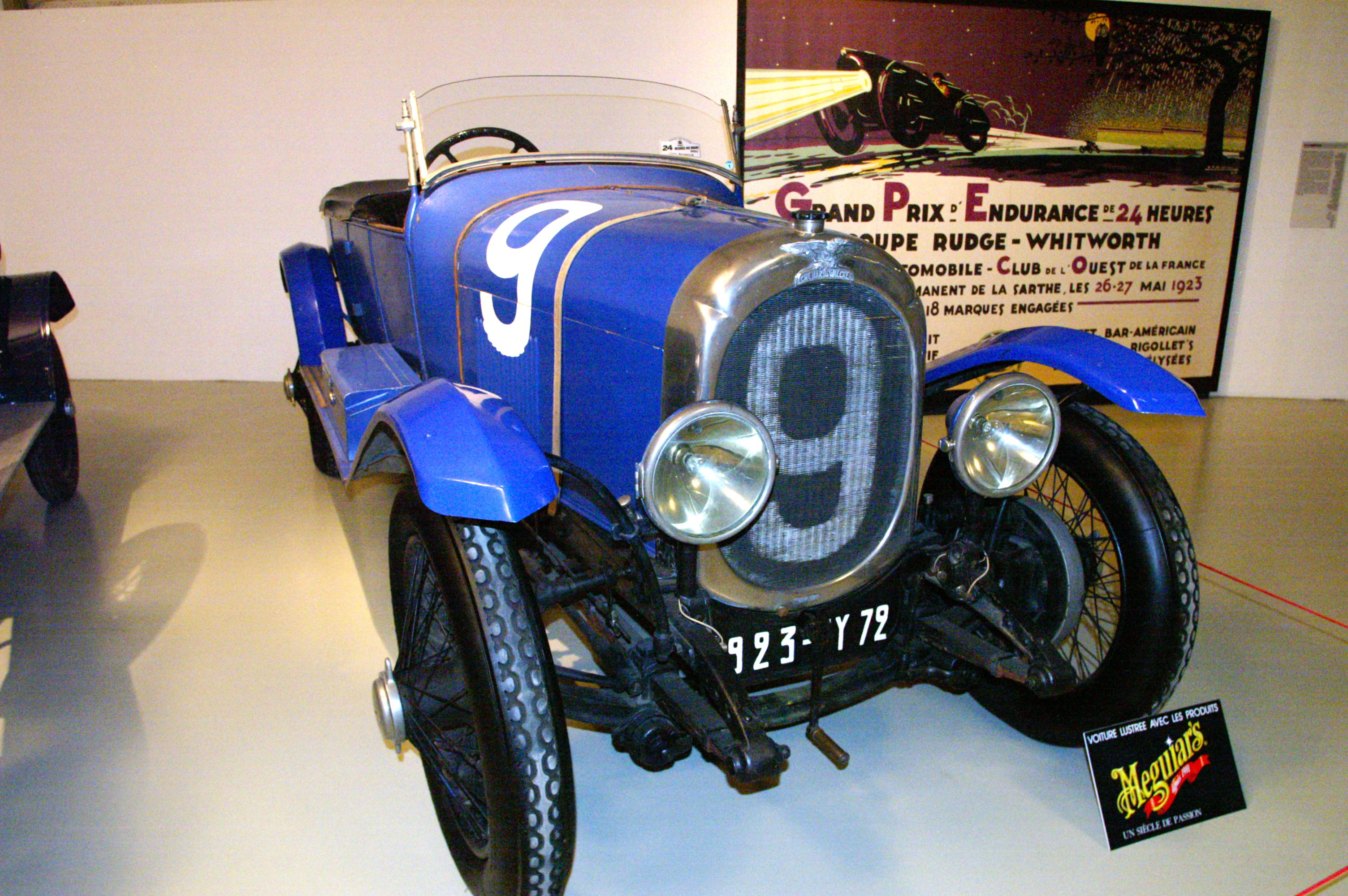
René és André versenyautója, mellyel megnyerték az 1923-as Le Mans-i 24 órás versenyt

René Léonard (Pau, 1889. június 23. – Saint-Gratien, 1965. augusztus 15.) francia autóversenyző, az első Le Mans-i 24 órás autóverseny győztese.

## Pályafutása
1923-ban honfitársával, André Lagache-al részt vett az első Le Mans-i 24 órás autóversenyen. Léonard és Lagache mindketten a Chenard & Walcker autógyár mérnökei voltak, így kerültek a versenyre a gyártó képviseletében. Az egynapos versenyen René és André összesen százhuszonnyolc kört tett meg, néggyel többet mint márkatársaik, a második helyen záró Raoul Bachmann és Christian d’Auvergne alkotta páros. 
Lagache-vel még további kétszer állt rajthoz Le Mans-ban. Azonban sem az 1924-es, valamint az 1925-ös versenyen nem értek célba. 1925-ben együtt megnyerték a Spái 24 órás versenyt.

## Eredményei

### Le Mans-i 24 órás autóverseny
| Év   | Csapat            | Autó                    | Csapattárs    | Helyezés | Kiesés oka |
| ---- | ----------------- | ----------------------- | ------------- | -------- | ---------- |
| 1923 | Chenard & Walcker | Chenard & Walcker Sport | André Lagache | Győzelem |            |
| 1924 | Chenard & Walcker | Chenard & Walcker       | André Lagache | Kiesett  | Defekt     |
| 1925 | Chenard & Walcker | Chenard & Walcker       | André Lagache | Kiesett  | Defekt     |

## Fordítás
- Ez a szócikk részben vagy egészben  a   René Léonard című angol Wikipédia-szócikk fordításán alapul.  Az eredeti cikk szerkesztőit annak laptörténete sorolja fel. Ez a jelzés csupán a megfogalmazás eredetét és a szerzői jogokat jelzi, nem szolgál a cikkben szereplő információk forrásmegjelöléseként.